# Vena auricular posterior
La vena auricular posterior (TA: vena auricularis posterior) es una vena que se inicia en un plexo venoso situado a un lado de la cabeza; pasa por detrás de la oreja y se une con el tronco temporomaxilar para formar la vena yugular externa.
Son tributarias del mismo plexo venoso la vena occipital y la vena temporal superficial.

## Trayecto
Desciende por detrás del pabellón auricular, y se une a la división posterior de la vena retromandibular para formar la vena yugular externa. Recibe a la vena estilomastoidea y otras tributarias desde la superficie craneal del pabellón auricular.